# 2011年5月日本

## 5月1日
- 衛生勞動部公開承認，在上週一對福島、千葉、茨城等地的新生的母親進行輻射物質的檢驗發現，檢查出有7位媽媽，其母乳含有碘131，這是東北大地震首次公開有母乳遭受輻射物質污染，但日本政府表示認為其微量對嬰兒健康不會造成影響。[1]

## 5月2日
- 日本參議院繼眾議院後通過總額4兆日圓(485億美元)的震災復興緊急預算案，這是過去60年來日本規模最大公共建設的頭期款。[2]
- 天皇明仁以及皇后美智子原定2日前往岩手縣視察災情，但因為強風關係，直昇機無法抵達，押後6日前往[3]。
- 總務省發表全國兒童人口數目只有1693萬人，連續30年下降[4]

## 5月3日
- 一名45歲女性在長野縣北阿爾卑斯鹿島槍岳4月30日被閃電擊中後暈倒，5月3日發現她的遺體時已經死亡[5]。

## 5月4日
- 燒肉連鎖店燒肉酒家惠比壽食物中毒事件進一步惡化，富山縣砺波市分店一名40多歲的女子中毒身亡，厚生動勞動省表示，將加強飲食業的規管[6]。
- 日本眾議院副議長衛藤征士郎(曾任防衛廳長官與外務副大臣，日華議員懇談會副會長)率團訪問台灣兩天，拜會總統馬英九、立法院長王金平，感謝台灣對震災的支援及協助。衛藤是1972年以來首位訪問台灣的日本參眾兩院正副議長。[7][8][9]

## 5月5日
- 中國國家副主席習近平與日本前首相鳩山由紀夫雙方面會，此次日本前首相鳩山由紀夫率領日中友好議員聯盟代表團主要目的是參加中日民間交流活動，促進雙方友好關係。[10]

## 5月7日
- 日本前首相森喜朗率「日華議員懇談會」幹事長藤井孝男等25位跨黨派參眾議員訪問台灣兩天，會晤總統馬英九與台南市長賴清德，並參加烏山頭水庫日本技師八田與一紀念園區開幕。[11]

## 5月9日
- 茨城縣土浦市在東北大地震批准公務員後獲得有薪假期，市政府已譴責三名職員[12]。

## 5月10日
- 天皇明仁以及皇后美智子繼續訪問地震受災地區，10日前往青森縣三澤市[13]。

## 5月13日
- 位於靜岡縣的濱岡發電救的四號機組於14日停止運作。在停止運作期間將會建設防波堤，建設完成後才再次運作。[14]

## 5月15日
- 自3月11日東北大地震以來，首批難民獲安排正式避難，福島縣川俣町的1252人在指定的避難地點避難。[15]
- 俄羅斯副總理谢尔盖·伊万诺夫前往有領土爭議的北方領土（俄方稱南千島群島）視察，日本已發出強列抗議。 [16]

## 5月18日
- 中國韓三國領袖高峰會在21日舉行，屆時三國領袖將會到訪東地大地震重災區福島縣。 [17]

## 5月20日
- 天皇明仁以及皇后美智子訪問宮城縣的行程改為6月初。 [18]

## 5月21日
- 日本、中國及南韓的國家領袖進行三國高峰會前隨東北大地震重災視察，並於晚宴嘗試福島縣的食物。 朝日新聞

## 5月23日
- 投顧公司指出，日本第一季度經濟萎達達0.9%已超出預期，將對信用評級造成負面影響，日本再次陷入經濟衰退。鉅亨網 中時[永久]

## 5月24日
- 3名韓國國會議員訪問北方四島（南千島群島）中的國後島，這是首次有韓國國會議員訪問北方四島（南千島群島）。共同網（页面存档备份，存于）

## 5月26日
- 首相菅直人出席法國G8高峰會表示，日本在2020年將可再生能源的使用量提升至20%。[19]

## 5月27日
位於北海道占冠村的一輛前往札幌的列車在隧道內著火，當中有39人吸入過量的濃煙要送院處理。

## 5月28日
- 近期日本出現出資開發「可燃水」的廣告，警方在31日下午拘捕53歲社長以及6名職員，涉嫌未進行商業登記而進行詐騙，所詐騙的金額總值達10億日圓。[21]